# 酪酸プロピル
酪酸プロピル（らくさんプロピル英: propyl butyrate）は、酪酸エステルの一種。果実香を持ち、食品香料などに用いられる。

## 用途
エーテル様のアンズ・パイナップル系の果実香を持ち、フルーツ系フレーバーに4.6~24ppmほど加えられるほか、マスキング用にも用いられる。

## 安全性
日本の消防法では危険物第4類・第2石油類に分類される。動物実験での半数致死量（LD50）はラット及びウサギへの経口投与でいずれも5g/kg以上。